# Младен Ракчевић
Младен Ракчевић (Цетиње, 10. фебруар 1982) је црногорски рукометаш који наступа за РК Доброгеа Суд из Констанце. Висок је 179 cm и игра на позицији кружног нападача.

## Клупска каријера
Младен Ракчевић је, за шеснаест година, колико се професионално бави рукометом, освојио 13 трофеја:
- 6 пута првак државе (2000/01, 2006/07, 2008/09, 2009/10, 2010/11, 2011/12) и
- 8 пута освајач националног купа (2001/02, 2002/03, 2006/07, 2007/08, 2009/10, 2010/11, 2012/13, 2013/14).

### Ловћен(2000—2005)
Ракчевић је почео да се бави рукометом у Ловћену, клубу из свог родног града. Као осамнаестогодишњак, уврштен је у први тим тадашњег првака државе. У првој сезони (2000/01) Цетињани су одбранили наслов првака СР Југославије, а у Лиги првака су стигли до четвртфинала. Ракчевићева улога у тиму је била маргинална, јер су на његовој позицији играли репрезентативац Ђурковић и искусни Никочевић.
Цетињанима је у другој сезони, и поред одличних игара у регуларном дијелу, измакла титула првака, јер су у финалу плеј-офа изгубили од београдског Партизана. У Лиги првака су заустављени у првој фази, а Ракчевић је, као први кружни нападач, постигао 8 голова на 6 утакмица и имао знатно већи утицај на игру него раније. За утјеху, освојен је национални куп.
У сезони 2002/03. освојен је Куп Србије и Црне Горе, а преостале двије године Ракчевићевог боравка у Ловћену су биле обиљежене стицањем искуства и изостанком трофеја.
На љето 2005. године, Ракчевић је потписао уговор са скопским Вардаром.

### Вардар(2005—2009)
Ракчевић се у македонској престоници задржао четири сезоне. Са црвено-црнима је освојио двије титуле првака Македоније (2006/07, 2008/09) и два трофеја Купа Македоније (2007, 2008).
Што се тиче наступа у европским такмичењима, Ракчевић је у првој сезони постигао 27 голова на 6 утакмица у Купу изазивача, у којем је Вардар стигао до четвртфинала.
У сљедећој сезони, на путу до четвртфинала у Купу побједника купова, мрежу је, на 8 утакмица, решетао 31 пут.
Сезона 2007/08. је донијела наступ у Лиги првака. У квалификационим утакмицама је Ракчевић био веома запажен (2 утакмице, 11 голова), али је његов допринос опао у групној фази такмичења (6 утакмица, 15 голова).
У својој посљедњој европској сезони у дресу Вардара, Ракчевић је, у оквиру Купа побједника купова, постигао 13 голова на 4 утакмице.

### Колубара(2009—2010)
Послије четири године у Македонији, Ракчевић се обрео у Лазаревцу, гдје је требало да помогне у афирмацији врло амбициозно замишљеног РК Колубара. У сезони 2009/10. је, у националним оквирима, освојена дупла крупа (првенство и куп), а у Купу побједника купова се стигло до четвртфинала. Ракчевић је био један од најистакнутијих појединаца (24 гола на 6 утакмица у европском такмичењу), али је, након само годину дана проведених у Лазаревцу, опет промијенио средину. Вратио се у Скопље, али не у редове Вардара, већ његовог градског ривала, Металурга.

### Металург(2010—2013)
За три сезоне, колико је провео у дресу Металурга, Ракчевић је допринио освајању двије титуле националног првака (2010/11, 2011/12) и два трофеја Купа Македоније (2011, 2013).
У европским такмичењима је црногорски кружни нападач био веома запажен. У првој сезони је, на 3 квалифионационе утакмице за Лигу првака, постигао 10 голова, док је, на путу до осмине финала ЕХФ купа, имао учинак од 13 голова у 6 утакмица.
У сезони 2011/12, имао учинак од 13 голова на двије квалификационе утакмице те 20 голова на 12 утакмица у завршној фази Лиге првака, у којој је његов тим догурао до осмине финала.
Посљедњу европску сезону у дресу Металурга Ракчевић је обиљежио постизањем 40 голова на 14 утакмица у Лиги првака. Екипа је заустављена у четвртфиналу.

### АЕК Атина(2013—2014)
Тада већ искусни Ракчевић, тридесетједногодишњак, преселио се у Атину, гдје је бранио боје АЕК-а. У првој и јединој сезони у дресу жуто-црних, Ракчевић је дао допринос освајању националног купа, док је у првенству Грчке освојено друго мјесто. У квалификацијама за Лигу првака, АЕК је испао од Динама из Минска, а црногорски репрезентативац је постигао 11 голова на двије утакмице. У квалификацијама за ЕХФ Европски куп, грчки клуб је опет елиминисан у двомечу, у којем је Ракчевић 10 пута тресао мрежу противника.

### Констанца(2014—2015)
Црногорски рукометаш је у редове Констанце стигао у вријеме када је клуб био у прилично незавидној финансијској ситуацији и далеко од сјаја из славних дана. У регуларном дијелу румунског првенства је освојено друго мјесто, али је тај успјех поништен већ у четвртфиналу плеј-офа, када је ЦСМ Букурешт био бољи.
У неуспјешним квалификацијама за Лигу првака, Ракчевић је постигао 11 голова на двије утакмице. У квалификацијама за ЕХФ Европски куп, био је стријелац 3 поготка на двије утакмице, а у групној фази је, на 6 утакмица, мрежу погађао 30 пута.

### Доброгеа Суд(2015— )
РК Констанца је у јулу 2015. запао у финансијску кризу, па је врло брзо престао да функционише. Дио управног одбора и играча су, већ почетком августа исте године, основали нови клуб, под именом РК Доброгеа Суд, који се позива на насљеђе оригиналног РК Констанца.
У сезони 2015/16. клуб се такмичио у другој лиги, да би се већ у 2016/17. обрео у елитном рангу румунског мушког рукомета.

## Репрезентативна каријера
Младен Ракчевић је наступао за јуниорску репрезентацију СР Југославије, са којом је освојио бронзану медаљу на Европском првенству за јуниоре, одржаном 2002. године у Пољској. Ракчевић је исте године изабран за најбољег младог рукометаша СР Југославије и најбољег младог спортисту Цетиња. Већ сљедеће године (2003) изабран је за најбољег спортисту родног града.
За сениорски тим СР Југославије, односно Србије и Црне Горе никада није наступао, али је, од децембра 2006. до јуна 2014. године, био незамјењив у тек формираној црногорској рукометној репрезентацији. Са црвенима је наступао на три велика такмичења (ЕП 2008, СП 2013. и ЕП 2014) и у седам квалификационих циклуса (КЕП 2008, КСП 2009, КЕП 2010, КСП 2011, КЕП 2012, КСП 2013, КЕП 2014. и КСП 2015).
Крајем 2013. године је постао капитен репрезентације, али је, само пола године касније, одлуком тек изабраног селектора, Љубомира Обрадовића, изгубио мјесто у националном тиму.
За Црну Гору је, на 45 званичних утакмица, постигао 137 голова, од чега 16 у завршницама ЕП, 15 на СП 2013. и 106 у квалификацијама.
Такође, за црвене је одиграо и четрдесетак припремних утакмица.